# 円形校舎

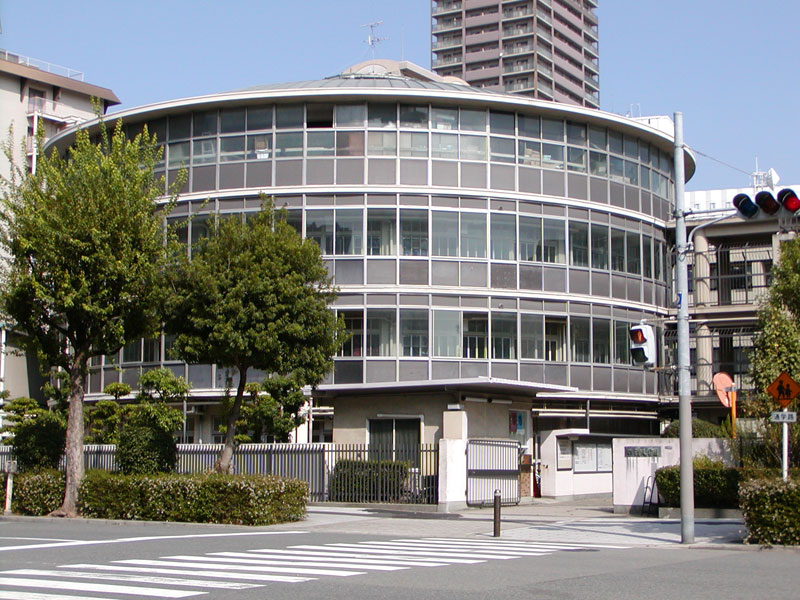
円形校舎（大阪府大阪市天王寺区、清風中学校・高等学校旧校舎）

円形校舎（えんけいこうしゃ、英: Round school building）または円型校舎とは、ロタンダ（円形建築物）となっている学校の校舎である。1950年代に多数建設され、北海道から鹿児島県まで広く分布していたが、以降は少子化や老朽化で解体され、2010年代前半には約30棟が残存するのみとなった。

## 概要

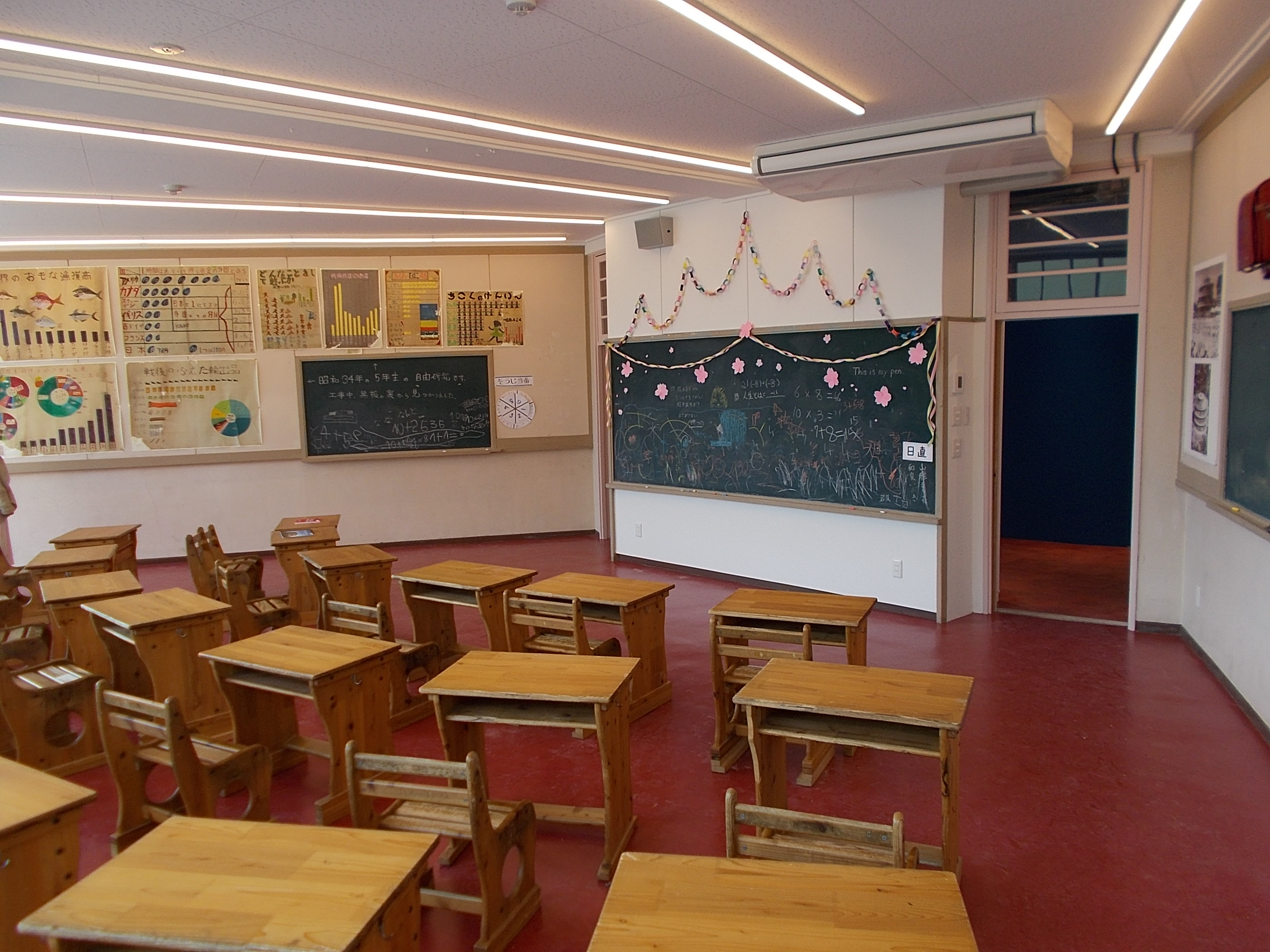
円形校舎の教室（鳥取県倉吉市立明倫小学校旧校舎）
現・円形劇場くらよしフィギュアミュージアムで再現されたもの

「最も経済的に造る」ことを信念とする建築家の坂本鹿名夫が考案した。廊下や壁、建設費用、建築面積、などが軽減される特長がマスメディアに取り上げられて注目を浴び、私立山崎学園富士見中・高等学校で竣工時は、日本や外国の報道機関がヘリコプターで上空から取材するなどした。風光の出入りが良く、教室は扇形で教員と生徒の距離が近く教員は全体を見渡せる利点がある。

## 構造
直径30メートルほどの正円平面の外周と内周に、柱を均等に配置するラーメン構造である。中心部は動線と設備の空間で、外壁一面のガラス窓を通じて背後から採光する。最上階を講堂や体育館としたものもある。各室は扇形に仕切られ、円の中心側に黒板を設置した。

## 歴史

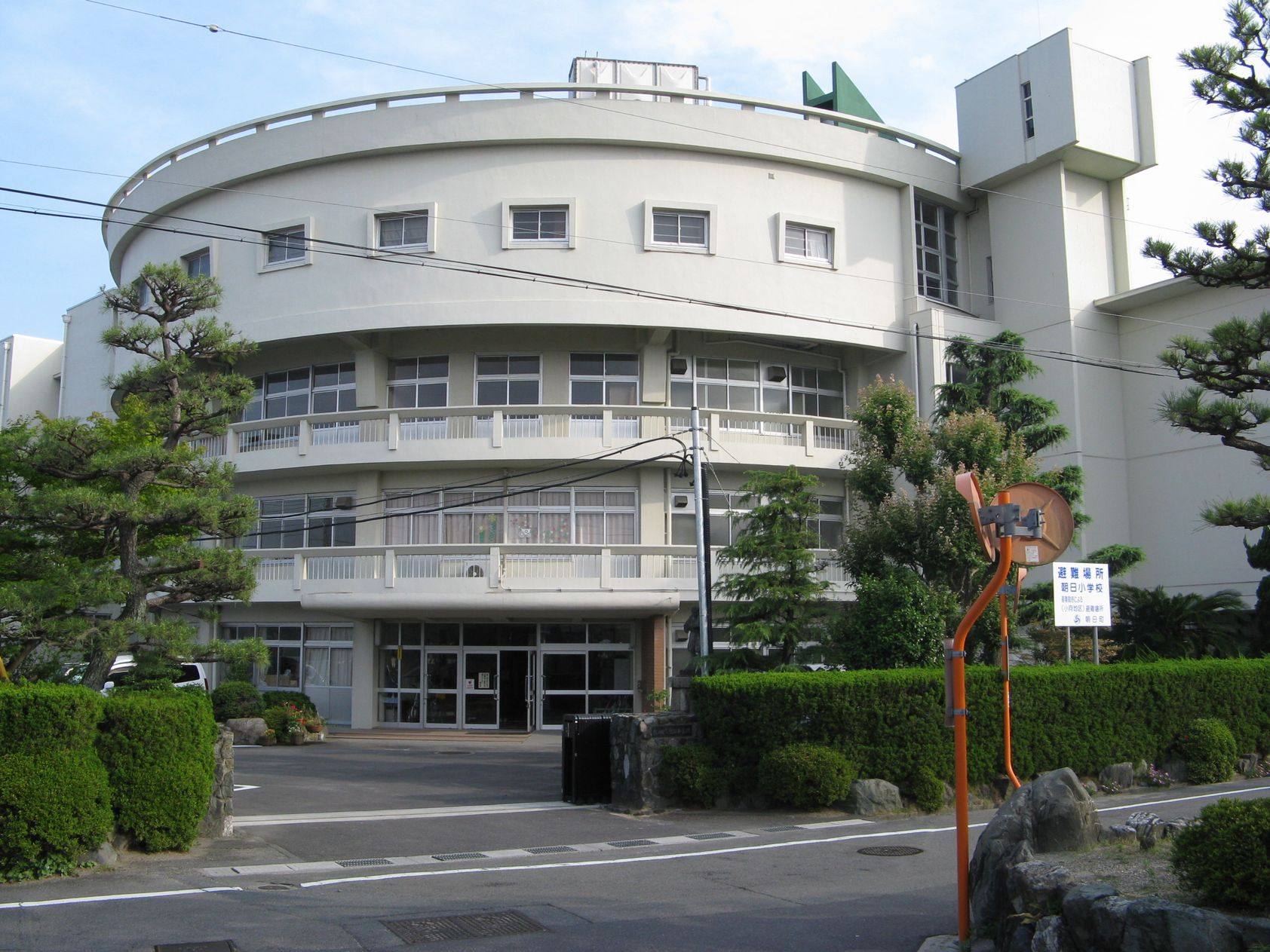
国の登録有形文化財（建造物）に登録されている朝日小学校円形校舎。

1947年（昭和22年）に教育基本法と学校教育法が施行されて中学校が新設されるが、戦禍で罹災した教育機関の過半数は1950年代でも校舎が完全に復旧されていなかった。制度的前身がない中学校は特に施設が不足し、各地で木造校舎が急造されたものの、造りが粗雑で、台風のたびに破損するなど、教育に支障を及ぼした。文部省（当時）は教育施設部を新設して日本建築学会に学校建築の標準化を依頼した。1950年（昭和25年）に、建築学会は「3メートル幅廊下の南面に、縦9×横7メートルの教室を配置」する「鉄筋コンクリート造校舎の建築工事」をまとめ、東京都建築局が建築モデル校に指定した新宿区立西戸山小学校などの設計に採用された。
大成建設の設計技師だった坂本鹿名夫は、1947年（昭和22年）ごろに上司の代理として文部省の委員会に出席し、のちに臨時委員として標準設計策定作業の正規メンバーとなり、基本設計や断面詳細などの設計に関わる。西戸山小学校の実施設計で、廊下側間仕切りを委員が私案を持ち寄り検討する際に、坂本は「2棟の正円校舎を矩形平面の雨天体操場で連接」する設計を提案するが採用されなかった。1952年（昭和27年）に私立金城高等学校の校舎設計に際して、坂本は西戸山小学校と同様の円形校舎連接案を提案して円形校舎1棟のみが採用され、坂本自身は1954年（昭和29年）の私立山崎学園富士見中学・高等学校を実質的な第1作としている。
坂本は1954年に独立して建築綜合計画研究所を設立し、1954年に2、1955年（昭和30年）に校舎10ほか4、1956年（昭和31年）に校舎11ほか2、1957年（昭和32年）に校舎15ほか13、1958年（昭和33年）に校舎15ほか3、と多数の円形建築を設計して公立学校に多く採用された実績を1959年（昭和34年）に作品集『円形建築』でまとめた。坂本自身は、自ら手がけた円形校舎は1959年の半ばで100以上と記している。
扇形は多数の机を並べる用途には適さず、増改築も困難で、ベビーブームによる生徒数の増加に適合しにくいなど、教室としてはデメリットが多く、1960年代後半になると新築されなくなった。以降は少子化や老朽化で解体され、2010年代前半には約30棟が残存するのみとなった。倉吉市立明倫小学校のように閉校後に解体せず、公共施設に転用された校舎もある。 
宮城県蔵王高等学校（1998年）、宮城県仙台三桜高等学校（2006年）、境港市立第二中学校（2013年）のように、特別教室や講堂など、一部を円形とする設計は、1960年代以降に建設された校舎でも見られる。

## 主な円形建築
昭和時代に建てられた主な円形建築物を、坂本が設計したもの以外も含み下記する。

### 北海道
- 1956年 石狩市立石狩小学校 - 閉校（2021年7月から一般公開）[7][8][9]
- 1956年 北村中央小学校 - 使用停止[8]
- 1957年 江別市立江別第三小学校 - 現存せず[10][11][8]
- 1957年 小樽市立石山中学校 - 閉校[12][8]
- 1957年 幌加内町立朱鞠内小学校[8] - 閉校後に研修施設「ふれあいの家まどか」として利用されている[13]。
- 1957年 木古内町立木古内小学校（1期） - 使用停止[8]
- 1958年 室蘭市立絵鞆小学校（1期、校舎棟） - 2015年に閉校したが、住民の寄付により円形校舎を補修して保存。2022年4月より一般公開中（2022年は10月末までの土日祝日、夏休み）[8][14][15][16]
- 1958年 木古内町立木古内小学校（2期） - 使用停止[8]
- 1959年 木古内町立木古内小学校（3期） - 使用停止[8]
- 1960年 室蘭市立絵鞆小学校（2期、体育館棟）[8][14][15] - 2015年に閉校後保存（1期棟の記述を参照）[16]
- 1960年 美唄市立沼東小学校 - 1棟は解体、1棟は廃墟[2][8]
- 1966年 羽幌町立太陽小学校体育館 - 1971年に閉校、廃墟となっていたが[17]、2018年3月に倒壊が確認された[18]
- 1966年 木古内町立泉沢小学校 - 使用停止[8]
- 1962年 木古内町立札苅小学校 - 使用停止[8]
- 1961年 小樽市立稲穂小学校 - 現存せず
- 1967年 南茅部町立古部小学校 - 使用停止[8]
- 1955年 帯広厚生病院 - 現存せず

### 青森県
- 1959年 むつ市立大湊小学校 - 現存せず
- 1956年 青森市 青森中央学院大学 - 現存せず
- 1963年 弘前市 柴田学園大学附属柴田学園高等学校[19]

### 岩手県
- 1962年 奥州市立梁川小学校 - 2001年解体[20]

### 宮城県
- 1957年 仙台市 常盤木学園[21] - 2004年解体[22]。
- 1958年 大崎市 田尻総合支所（旧田尻町役場） - 2017年解体[23]

### 秋田県
- 秋田市立秋田南中学校 - 現存せず
- 秋田市 秋田短期大学 - 現存せず
- 1963年 北秋田市立前田小学校 - 2018年解体

### 山形県
- 1962年 山形市 山本学園高等学校 - 2017年解体
- 大石田町立次年子小学校 - 閉校後に飲食店として稼働中
- 大石田町立大石田第一中学校 - 現存せず

### 福島県
- 1960年 福島市立土湯小学校
- 1962年 只見町立只見中学校 - 現存せず
- 1964年 福島東稜高等学校[24]

### 群馬県
- 1958年 伊勢崎市立女子高校 - 現存せず
- 1956年 高崎市 新島学園短期大学 - 登録有形文化財

### 千葉県
- 1955年 船橋ヘルスセンター 大コマ館 - 1977年閉園
- 1957年 習志野市立津田沼小学校 - 現存せず[25][26]
- 1957年 習志野市立習志野高等学校 - 現存せず[27][26]
- 1958年 習志野市立第二中学校 - 現存せず[28][26]
- 1964年 柏市立柏第六小学校 - 現存せず
- 1957年 山武市立松尾中学校 - 現存せず

### 東京都
- 1954年 練馬区 山崎学園富士見中・高等学校 - 現存せず[1]
- 1955年 新宿区 文化服装学院 - 旧校舎は円形ビルの屋上に小さな円形のホールを載せていた[29]。現存せず[30]
- 1957年 新宿区 目白学園中学校 - 現存せず[31]
- 1958年 葛飾赤十字産院 - 現存せず[32]
- 1961年 東京都立大泉高等学校 図書館 - 現存せず[33]
- 1955年 杉並区 佼成学園中学・高等学校 - 現存せず
- 1957年 世田谷区 佼成学園女子中学・高等校 - 現存せず
- 北区 桜丘中学・高等学校
- 1958年 江戸川区 関東第一高等学校 - 現存せず
- 1963年 小金井市公会堂 - 2006年閉館[34]

### 神奈川県
- 1959年 横浜市立蒔田小学校
- 1959年 横浜市立下田小学校 - 現存せず
- 1961年 横浜市立仏向小学校 - 現存せず
- 1956年 東急レストハウス - 現存せず
- 1957年、1958年 横浜市保土ヶ谷区 明倫学園横浜清風高等学校 - 現存せず

### 山梨県
- 1966年 上野原市 日本大学明誠高等学校図書館・管理棟

### 長野県
- 1955年 飯田市立浜井場小学校（wikidata）[35]（現役の校舎としては日本最古）

### 新潟県
- 1962年 黒川村立大長谷小学校 - 現存せず

### 富山県
- 1955年 高岡市 厚生農業協同組合連合会高岡病院 - 現存せず

### 石川県
- 1952年 金沢市 遊学館高等学校 - 現存せず
- 1958年 石川郡白峰村立桑島小中学校[36] - 現存せず

### 福井県
- 1959年 小浜市立小浜小学校 - 現存せず

### 静岡県
- 1956年 伊豆箱根鉄道十国鋼索線 十国峠駅[37] (現：十国峠山頂駅)

### 愛知県
- 1957年 名古屋市立有松中学校 - 現存せず
- 1964年 天白区 東海学園大学名古屋キャンパス - 現存せず[38]
- 1964年 守山区 名古屋国際学園
- 津島市 清林館高等学校本町校舎

### 三重県
- 1962年 朝日町立朝日小学校 - 登録有形文化財[39]

### 滋賀県
- 1958年 安土町立安土中学校 - 現存せず[40]

### 大阪府
- 1956年 天王寺区 四天王寺中学・高校 - 現存せず[1]
- 1956年 天王寺区 清風中学・高等学校 - 2016年解体[41]。
- 1956年 東淀川区 北陽商業高校 - 現存せず[1]
- 1957年 豊中市 梅花学園[1]
- 1957年 羽曳野市立誉田中学校 - 現存せず[3]
- 1957年 八尾市立南山本小学校 - 現存せず[3]
- 1957年 八尾市立病院 伝染病棟 - 現存せず[42]
- 1958年 東住吉区 浪速短期大学[1]
- 1958年 東大阪市 大阪商業大学附属高校 - 現存せず[1]
- 1958年 八尾市立曙川中学校 - 現存せず[3]
- 1958年 八尾市民ホール - 現存せず[43]
- 1956年 東大阪市 樟蔭中学校 - 現存せず
- 石切ヘルスセンター 円型コマホール - 1967年焼失[44]。跡地は東大阪市立石切東小学校となっている。

### 兵庫県
- 1955年 西宮市立今津中学校 - 1972年解体[45]
- 1956年 神戸市立摩耶小学校分校 - 神戸市立美野丘小学校[1][46]
- 1956年 神戸市立布引中学校 - 1969年解体[1]
- 1957年 温泉町立温泉小学校 - 現存せず[47]
- 1957年 神戸市立鵯越小学校東山分校 - 神戸市立東山小学校 - 現存せず[1]
- 1958年 神戸市立西須磨小学校[1] 分教場[48] - 神戸市立北須磨小学校[46]。
- 1958年 宝塚市立第一小学校 - 現存せず[1]
- 1958年 加古川市立川西小学校 - 現存せず、2009年新円形校舎竣工[49][50]
- 1958年 波賀町立引原小学校 - 2017年10月解体[51]
- 1960年[52] 尼崎市立浦風小学校 - 2014年解体
- 1955年 豊岡市 公立豊岡病院円型診療棟[53] - 2006年解体

### 奈良県
- 1955年 奈良市 帝塚山学園中学・高校 第1期 - 1976年解体[1]
- 1956年 奈良市 あやめ池円型大劇場 - 2004年、閉園に伴い解体[1]
- 1957年 帝塚山中学校・高等学校 第2期 - 1986年解体[1]
- 1959年 奈良市 学園前ショッピングセンター - 1983年解体[1]

### 和歌山県
- 1958年[54] 日高町立日高中学校 - 現存せず[注釈 1]
- 1959年[55] 有田川町立御霊小学校 - 現存せず

### 鳥取県
- 1955年 倉吉市立明倫小学校 - 円形劇場くらよしフィギュアミュージアム[56]（現存するものとしては日本最古、唯一一般公開されている。）
- 2013年 境港市立第二中学校[57]  - 円形校舎の中には図書館と全校生徒と教職員が一緒に食事を取れるランチルームがある。

### 島根県
- 1954年 松江赤十字病院円型病棟[58] - 現存せず

### 岡山県
- 1955年 岡山市立旭中学校[59] - 2006年に解体。

### 広島県
- 1960年 呉市立阿賀小学校[60] - 2000年に解体。
- 1962年 呉市立片山中学校[61] - 2017年度解体[62]
- 1962年[63] 呉市立港町小学校 - 2024年に解体予定[64]。

### 山口県
- 1955年[65] 萩市 萩光塩学院 - 2016年12月に解体[65]。

### 福岡県
- 1955年[66] 北九州市立富野中学校 - 1975年に解体[67]。

### 熊本県
- 1956年[68] 熊本市 熊本女子商業高等学校 - 現存せず
- 1957年[69] 八代市立宮地小学校 - 現存せず

### 宮崎県
- 1959年[70] 宮崎市 宮崎学園宮崎女子高等学校 - 現存せず

### 鹿児島県
- 1955年 奄美市立金久中学校 - 現存せず
- 1957年 日置市 照国商業高校 - 現存せず

## ギャラリー

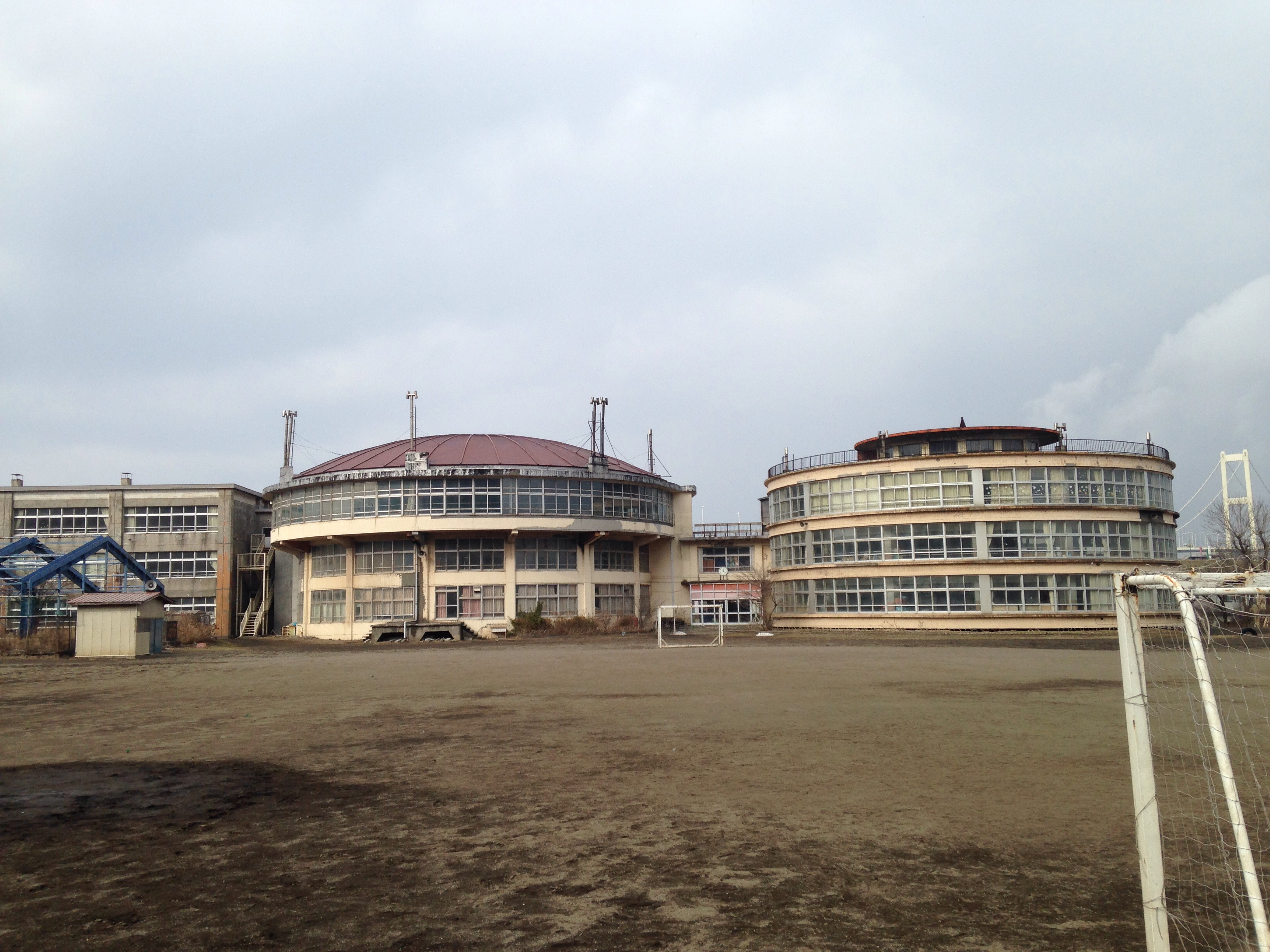
室蘭市立絵鞆小学校
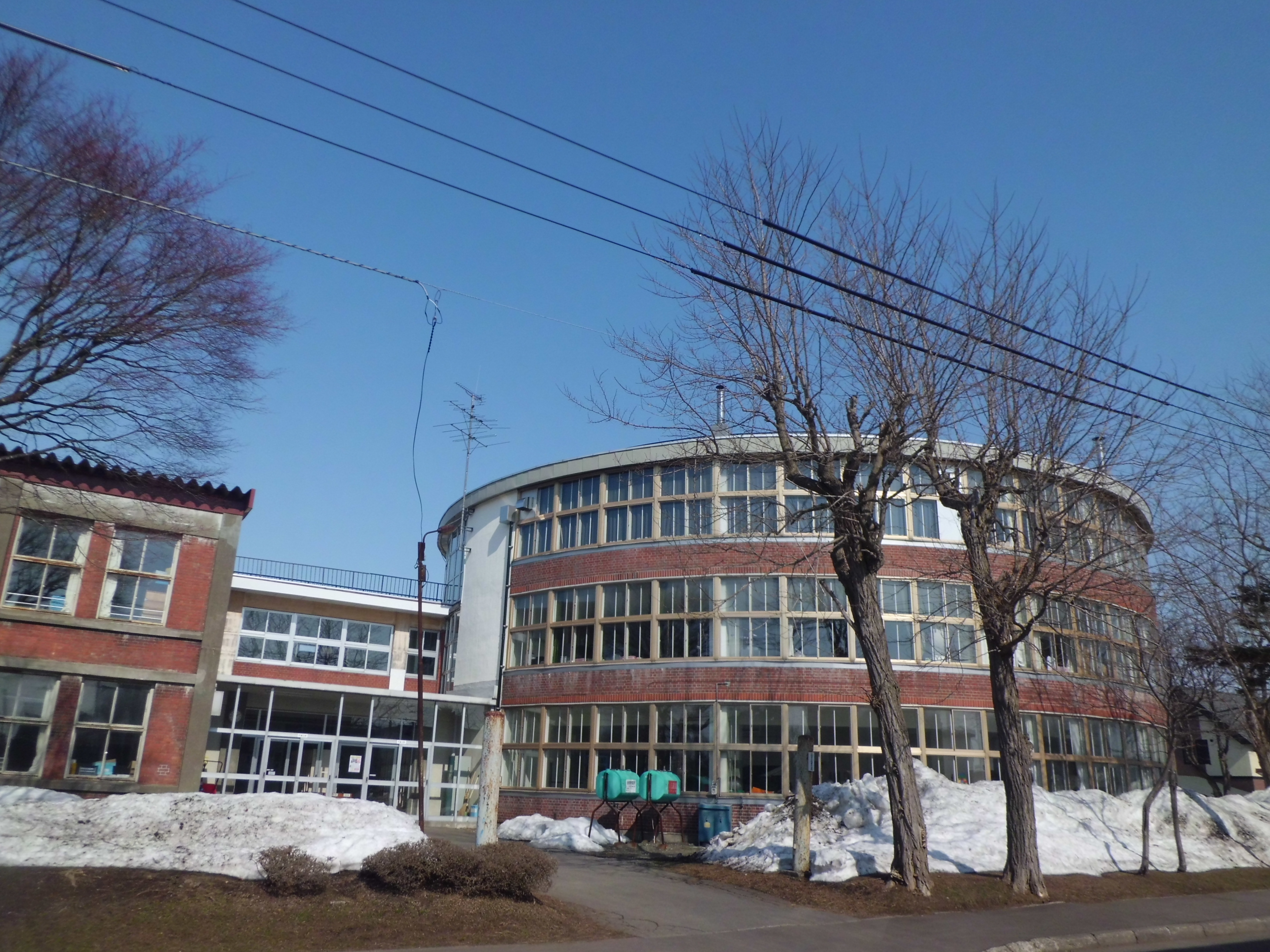
江別市立江別第三小学校（解体済み）
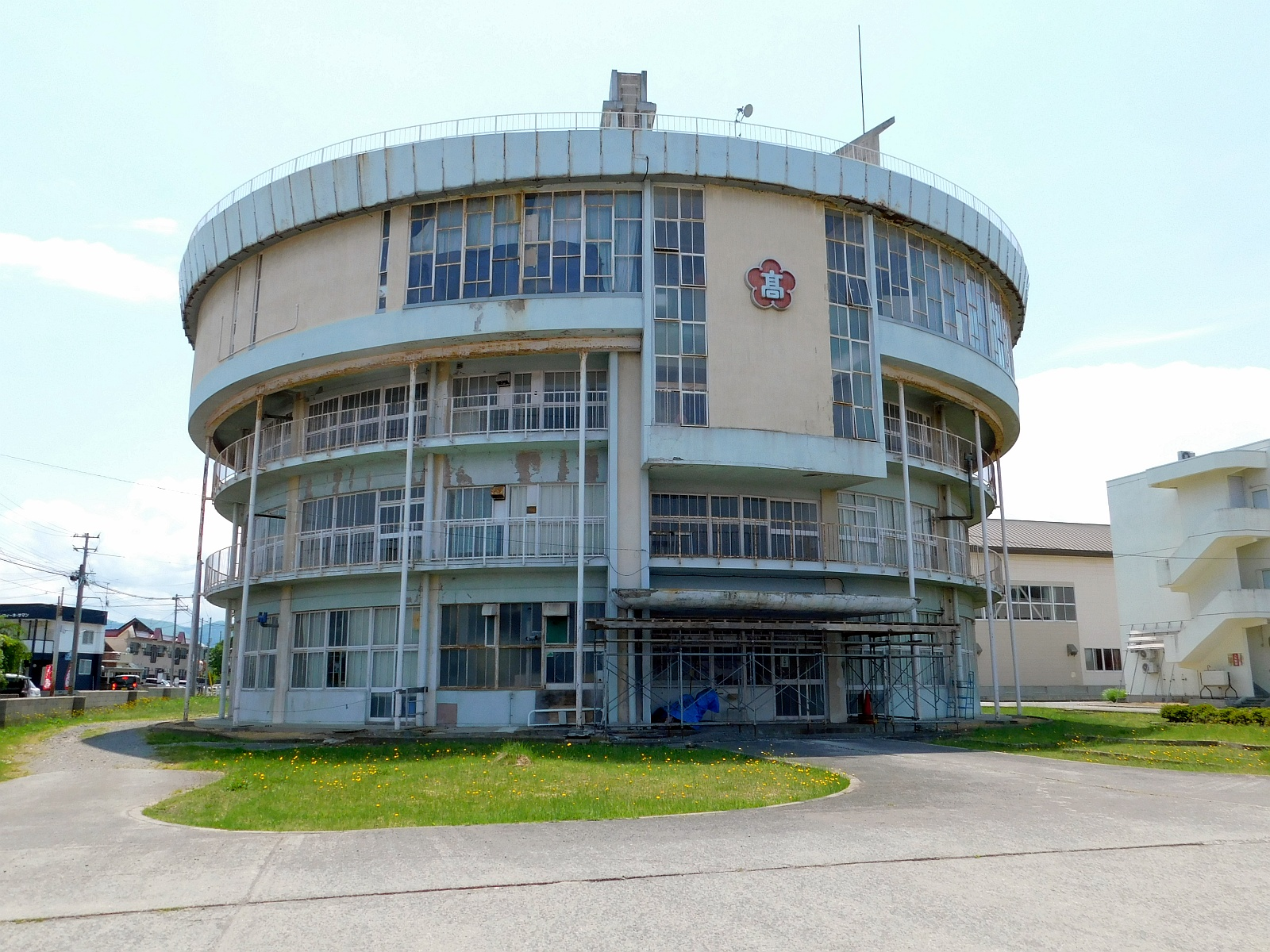
柴田学園大学附属柴田学園高等学校
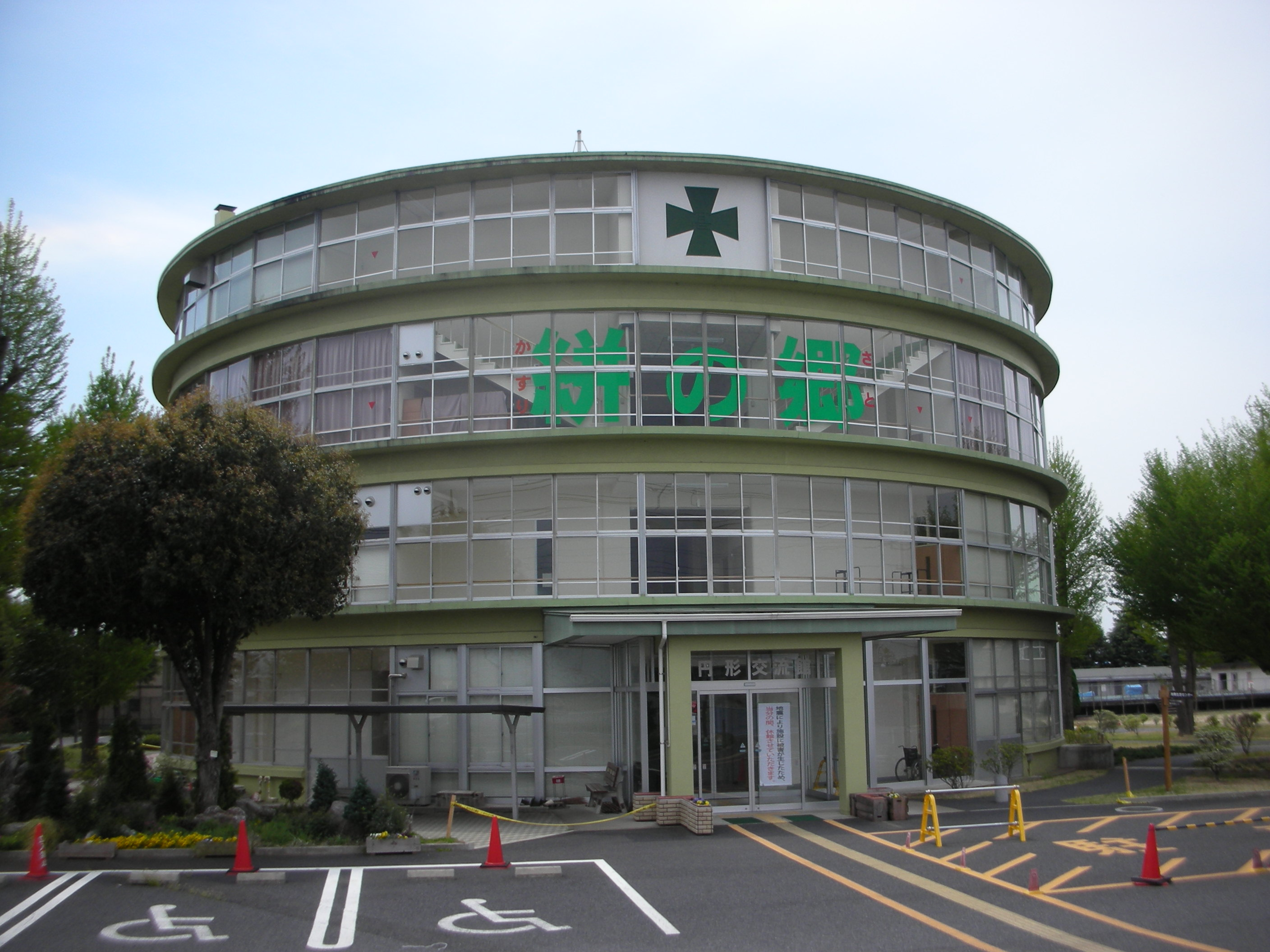
伊勢崎市立伊勢崎高等学校（解体済み）
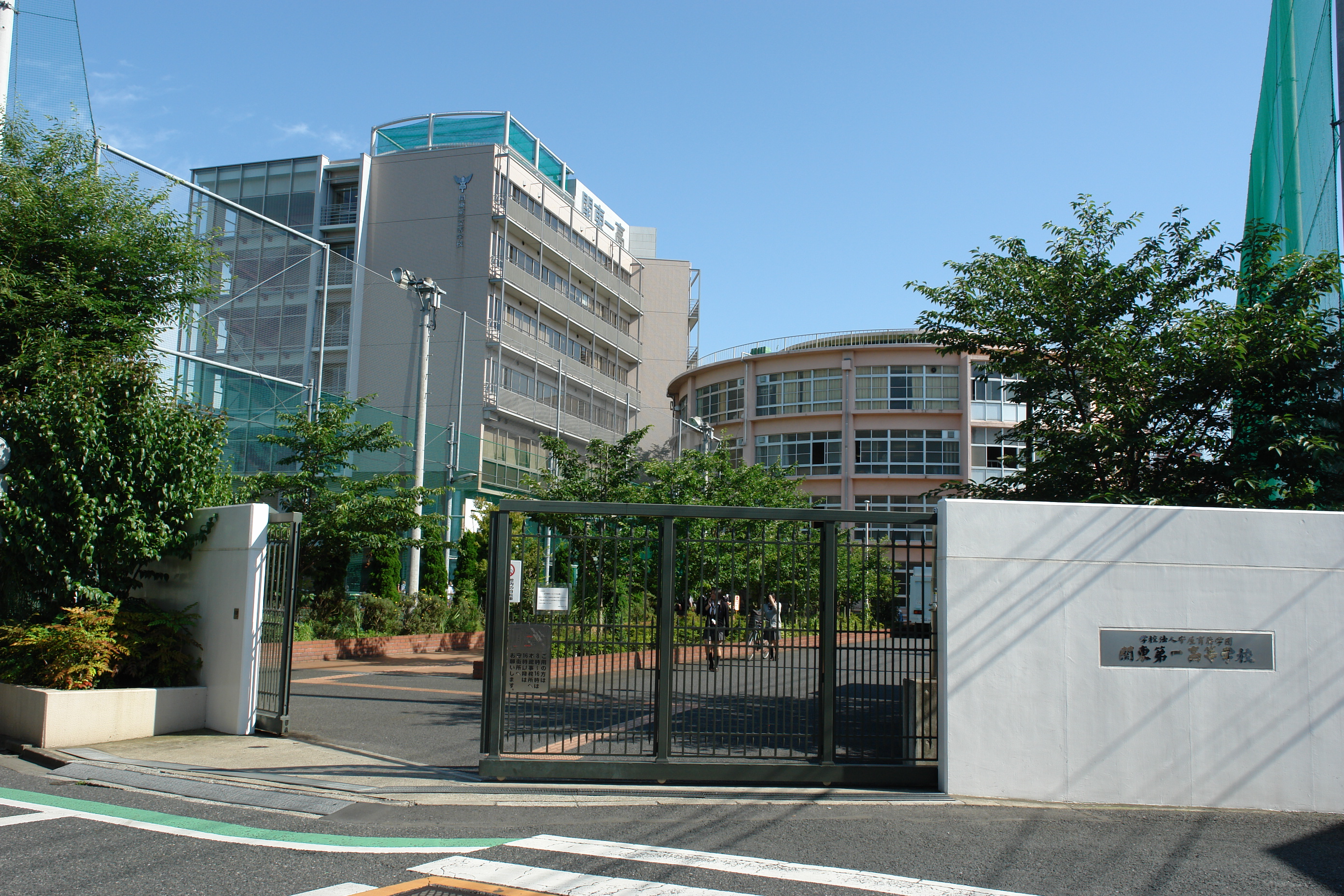
関東第一高等学校
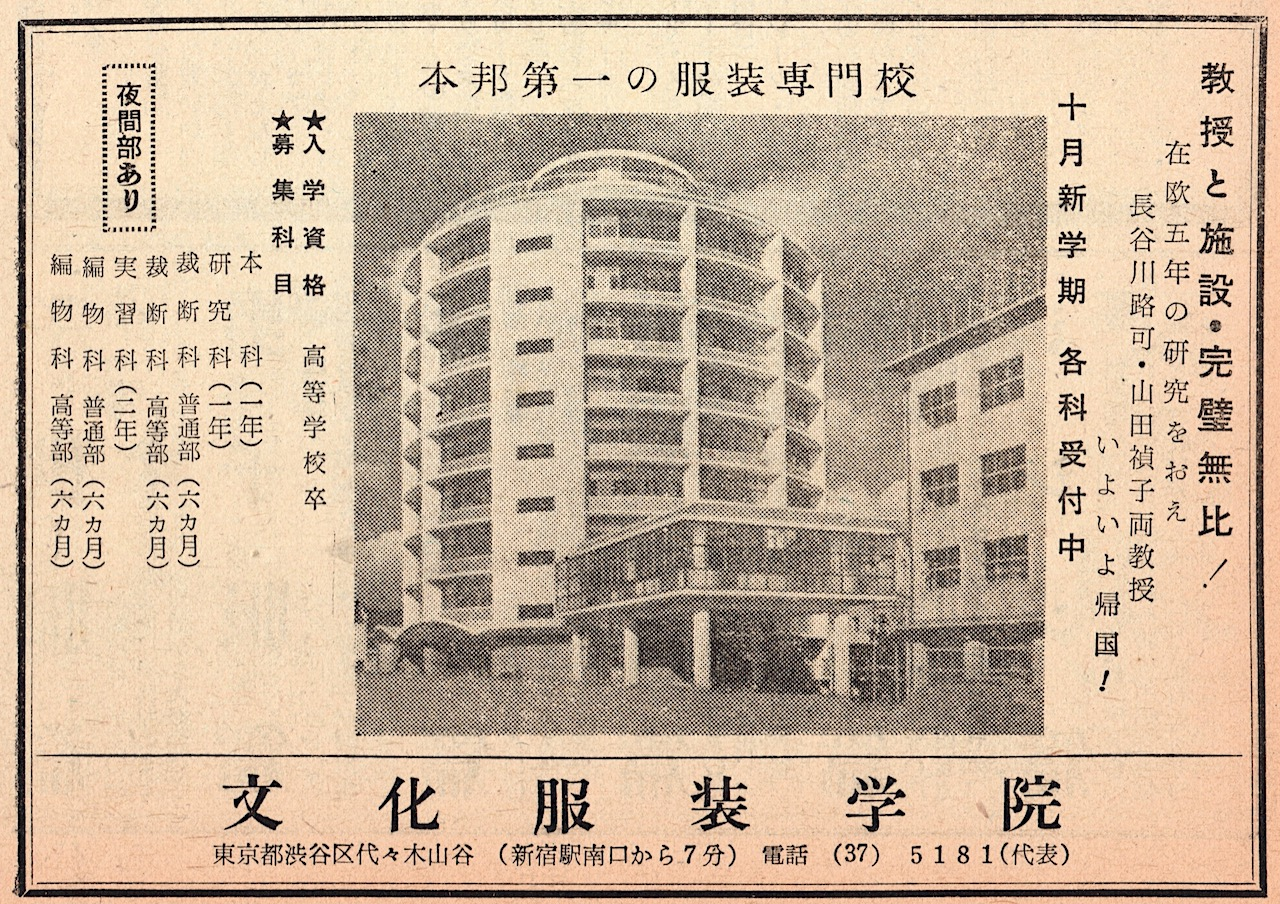
文化服装学院旧校舎（解体済み）
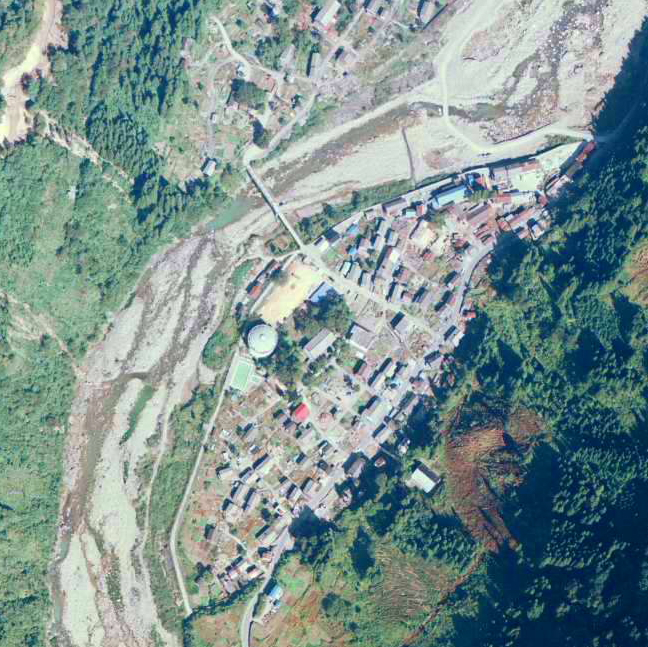
白峰村桑島集落と桑島小中学校円筒校舎（手取川ダムによる水没に伴い解体済み）
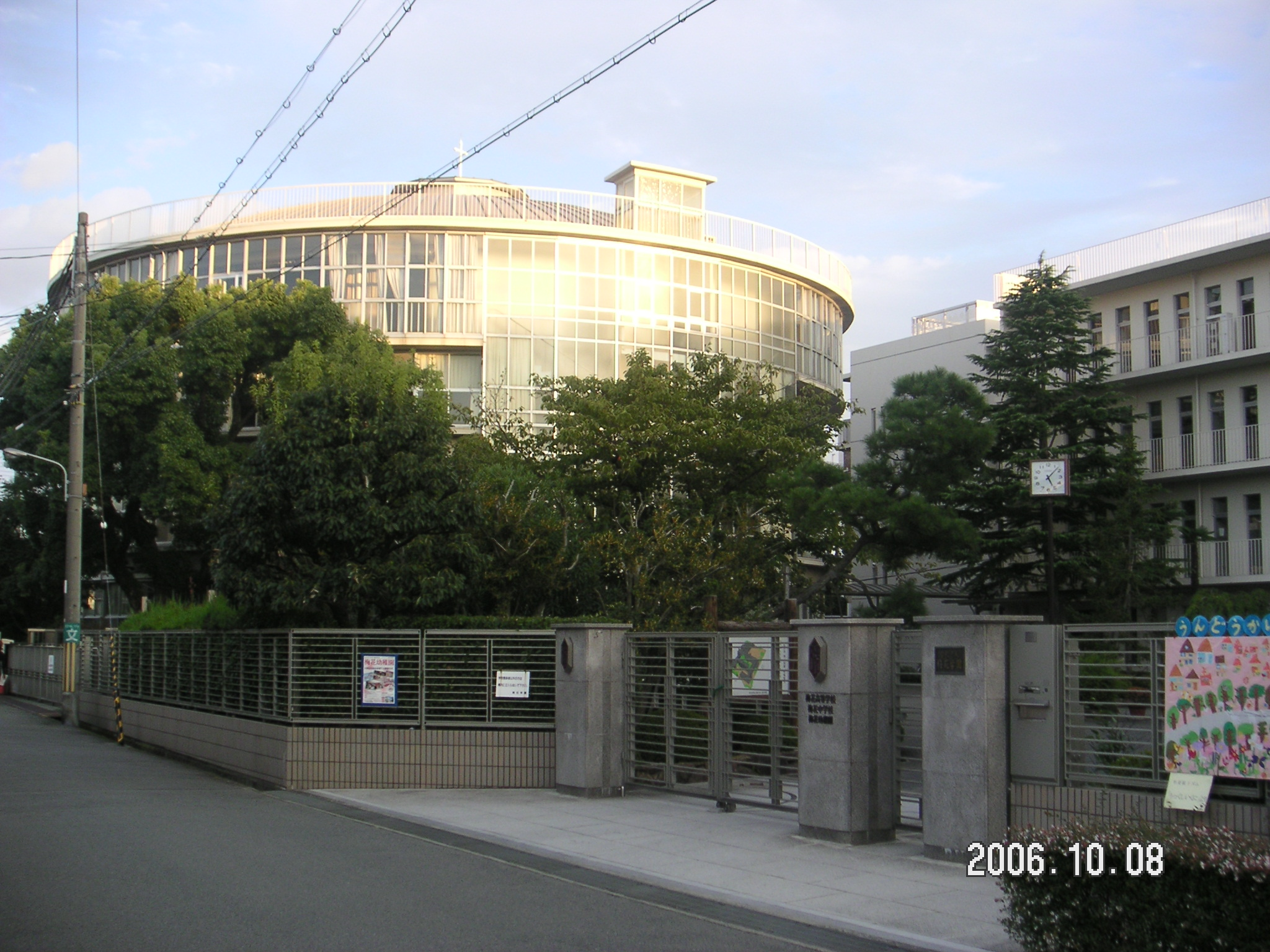
梅花学園
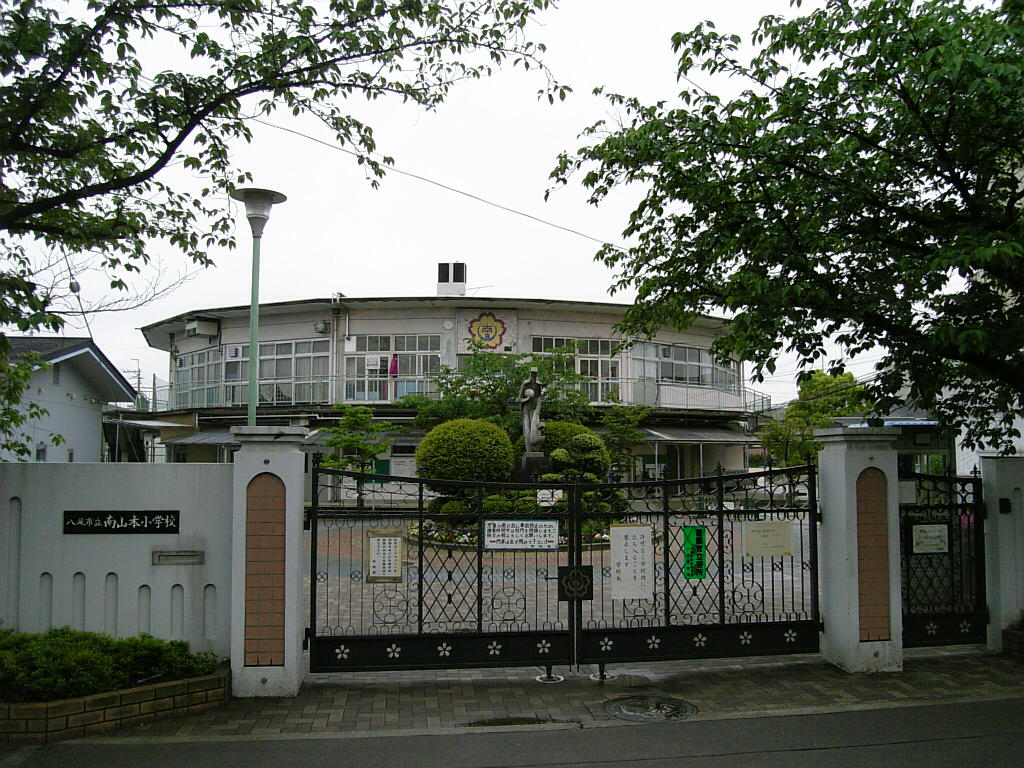
八尾市立南山本小学校 （解体済み）
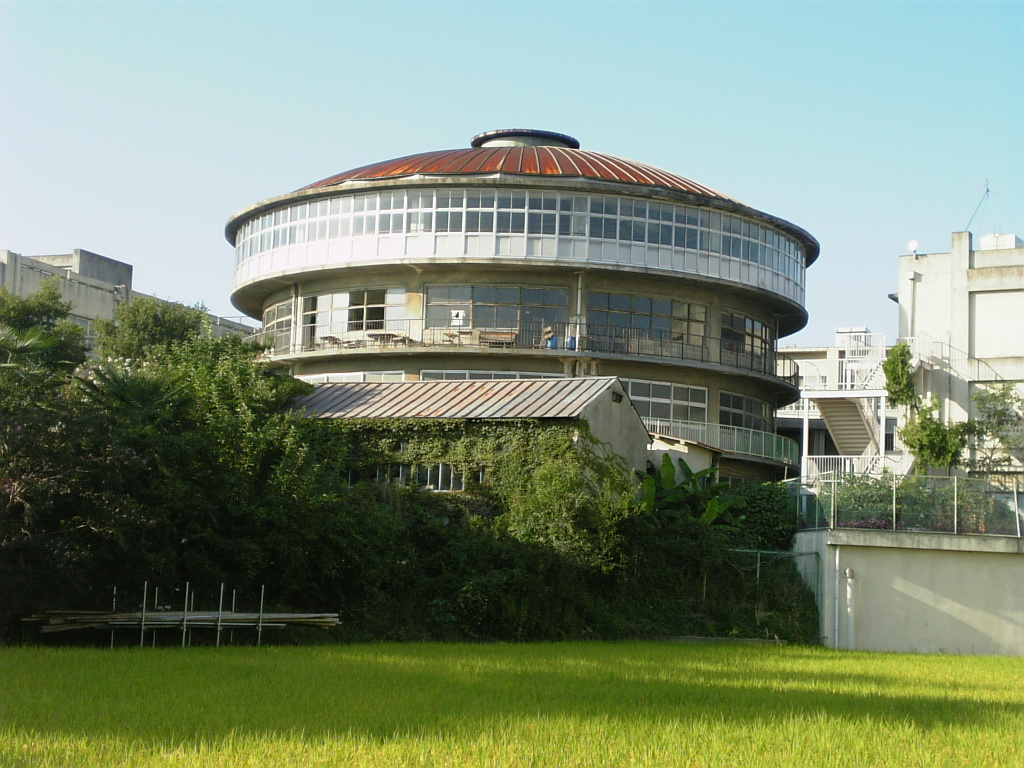
羽曳野市立誉田中学校 （解体済み）
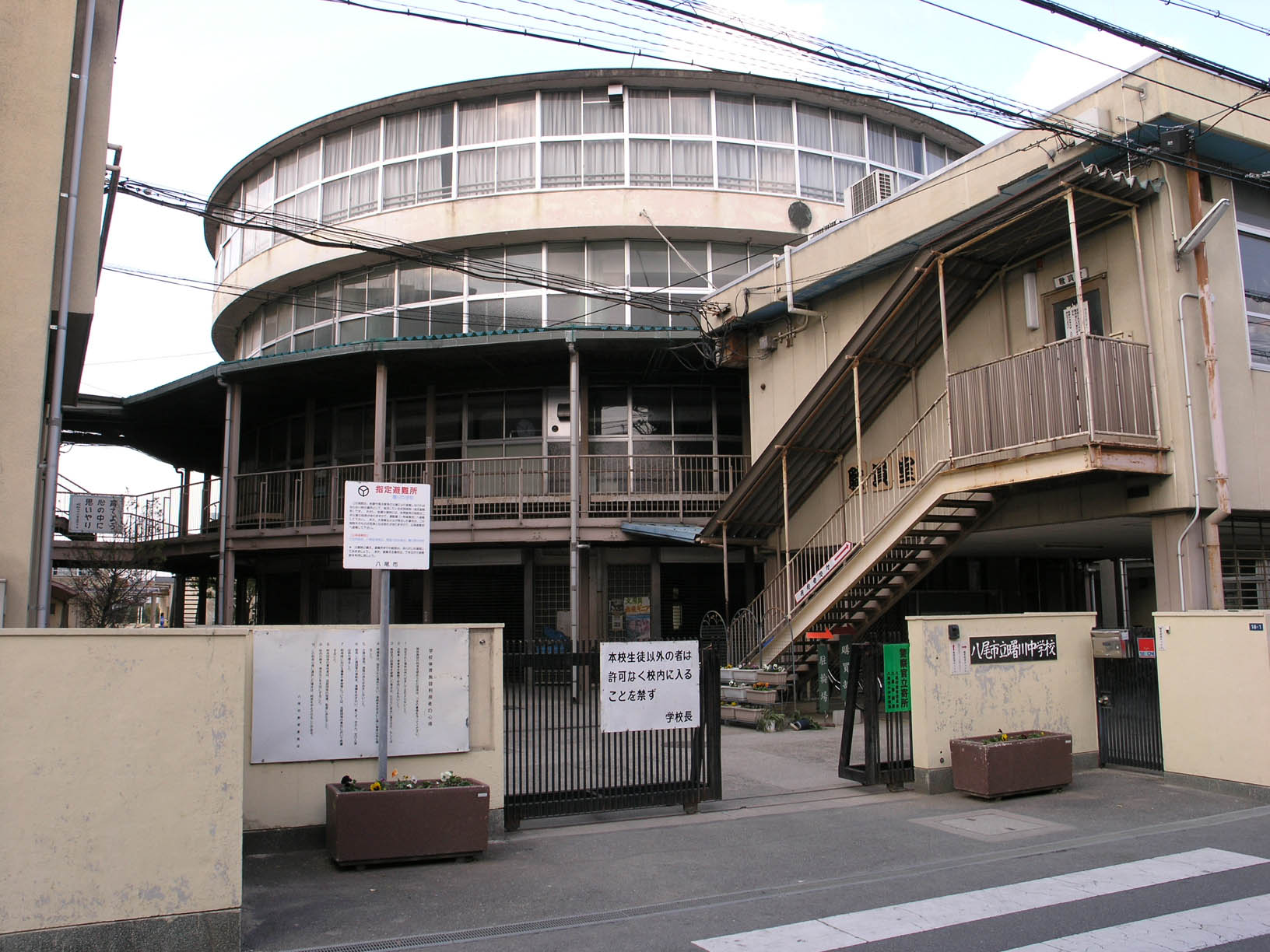
八尾市立曙川中学校 （解体済み）
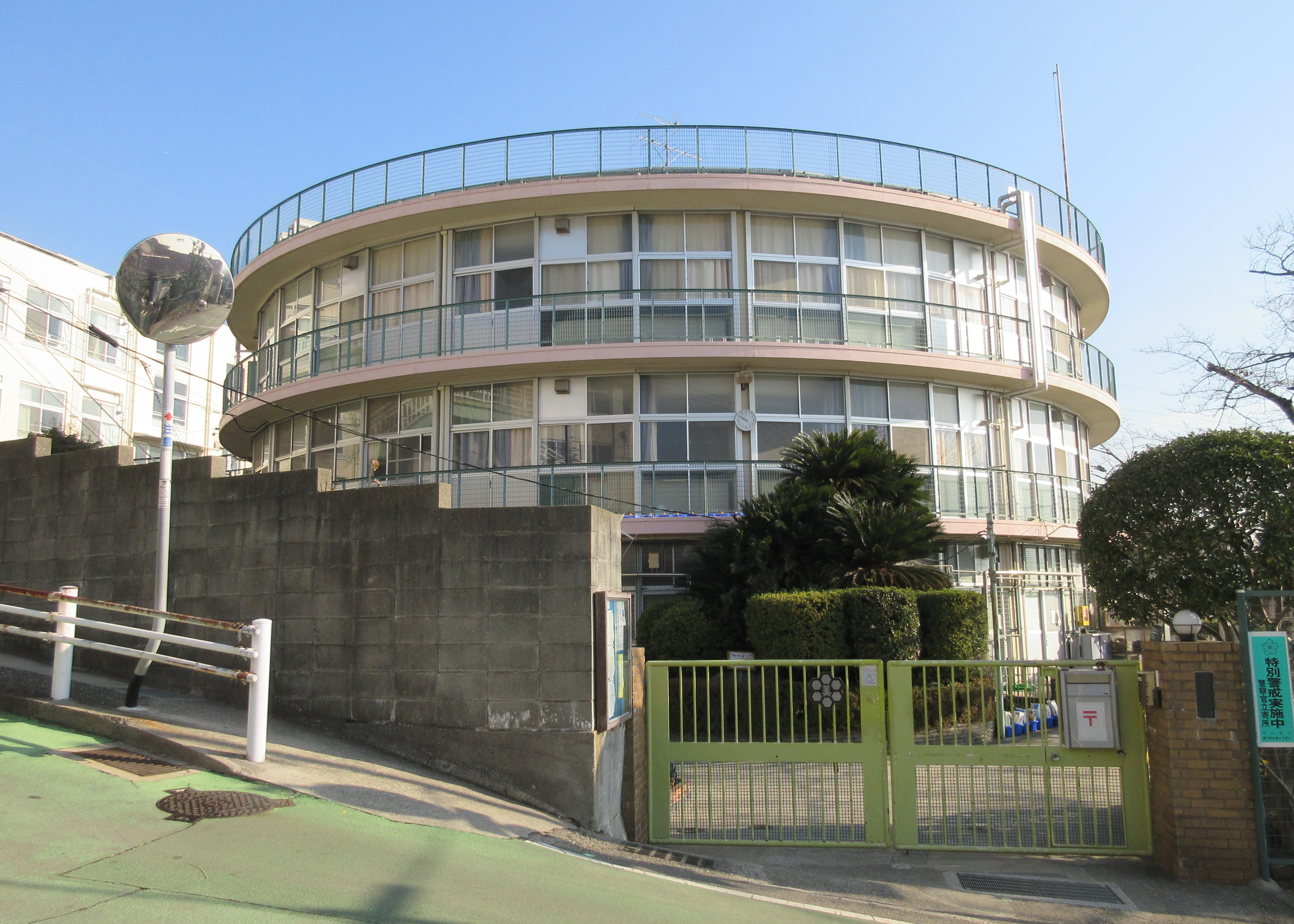
神戸市立美野丘小学校
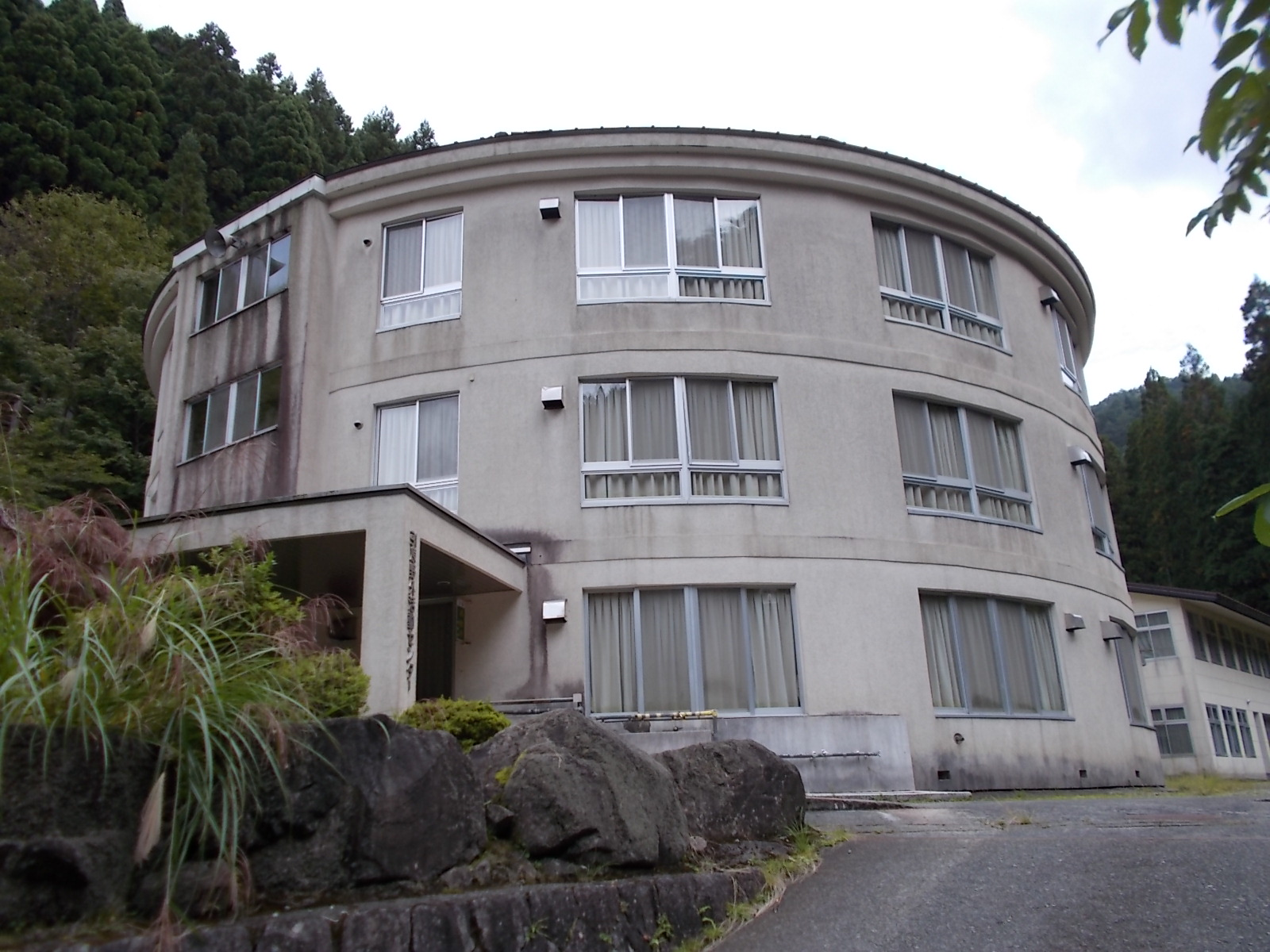
旧波賀町立引原小学校 （解体済み）
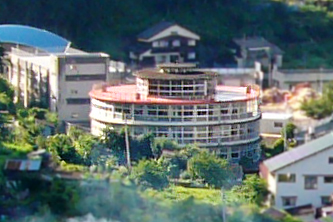
新温泉町立温泉小学校 （解体済み）
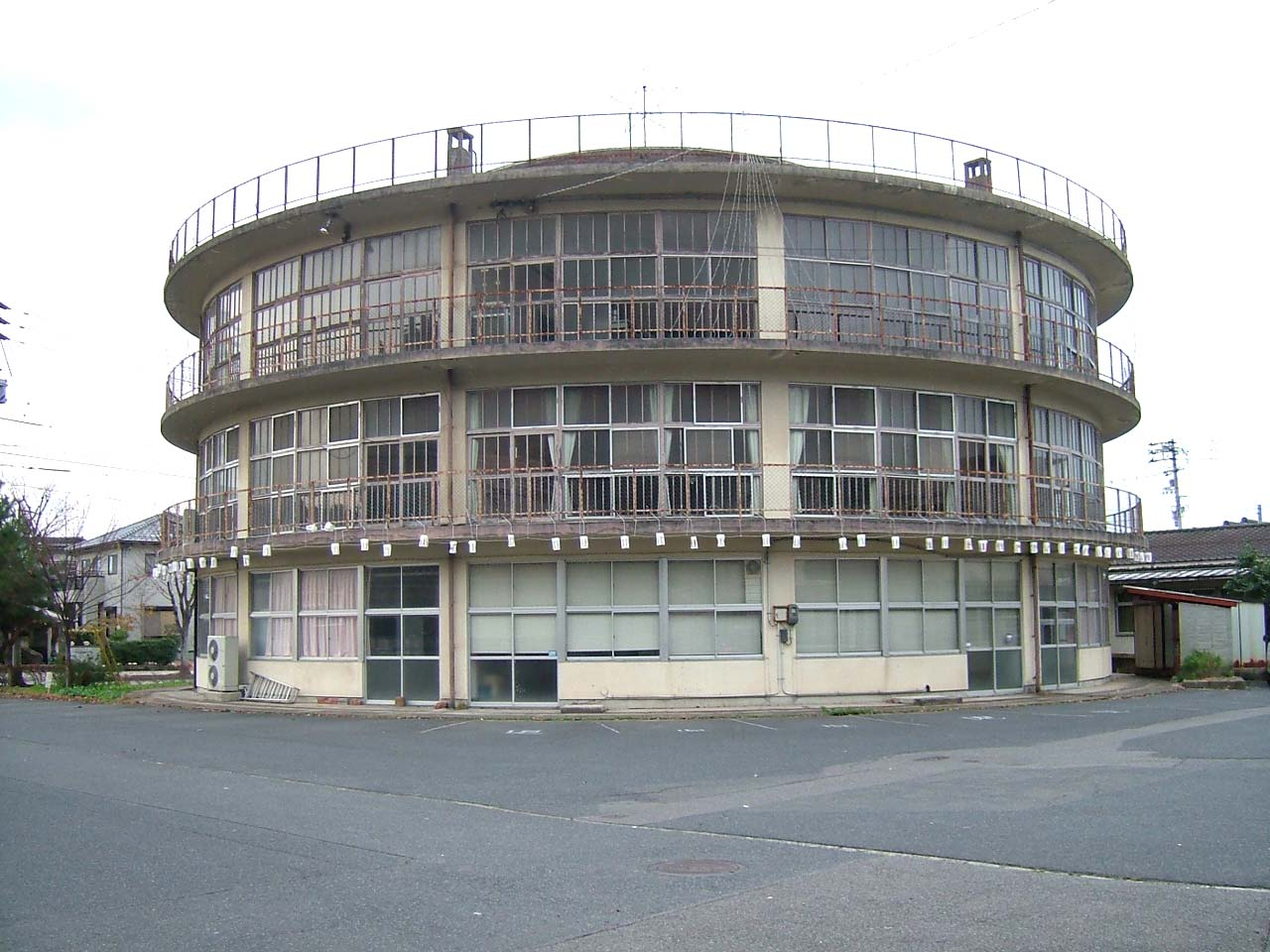
旧・倉吉市立明倫小学校（現・円形劇場くらよしフィギュアミュージアム）
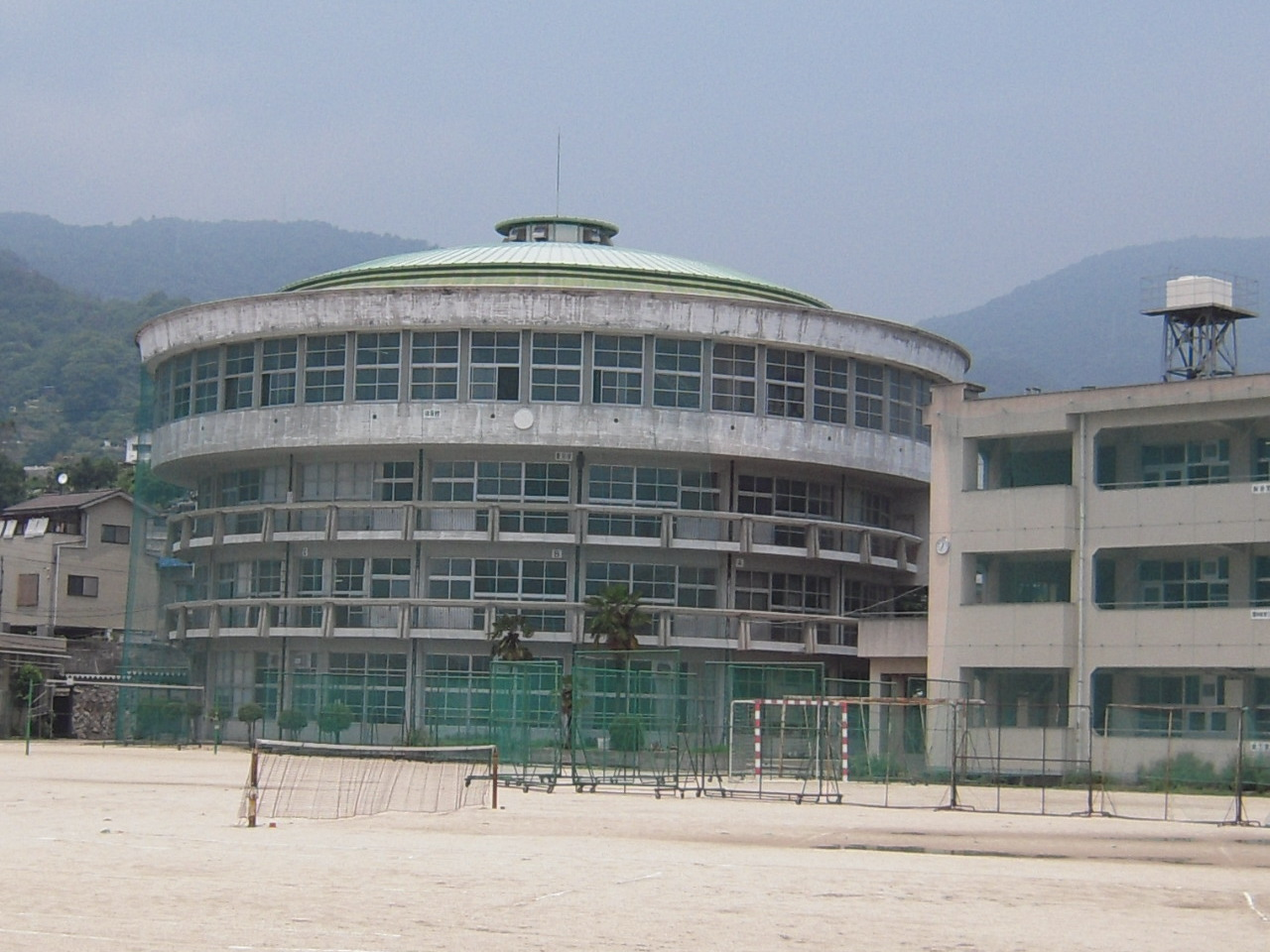
呉市立片山中学校（解体済み）
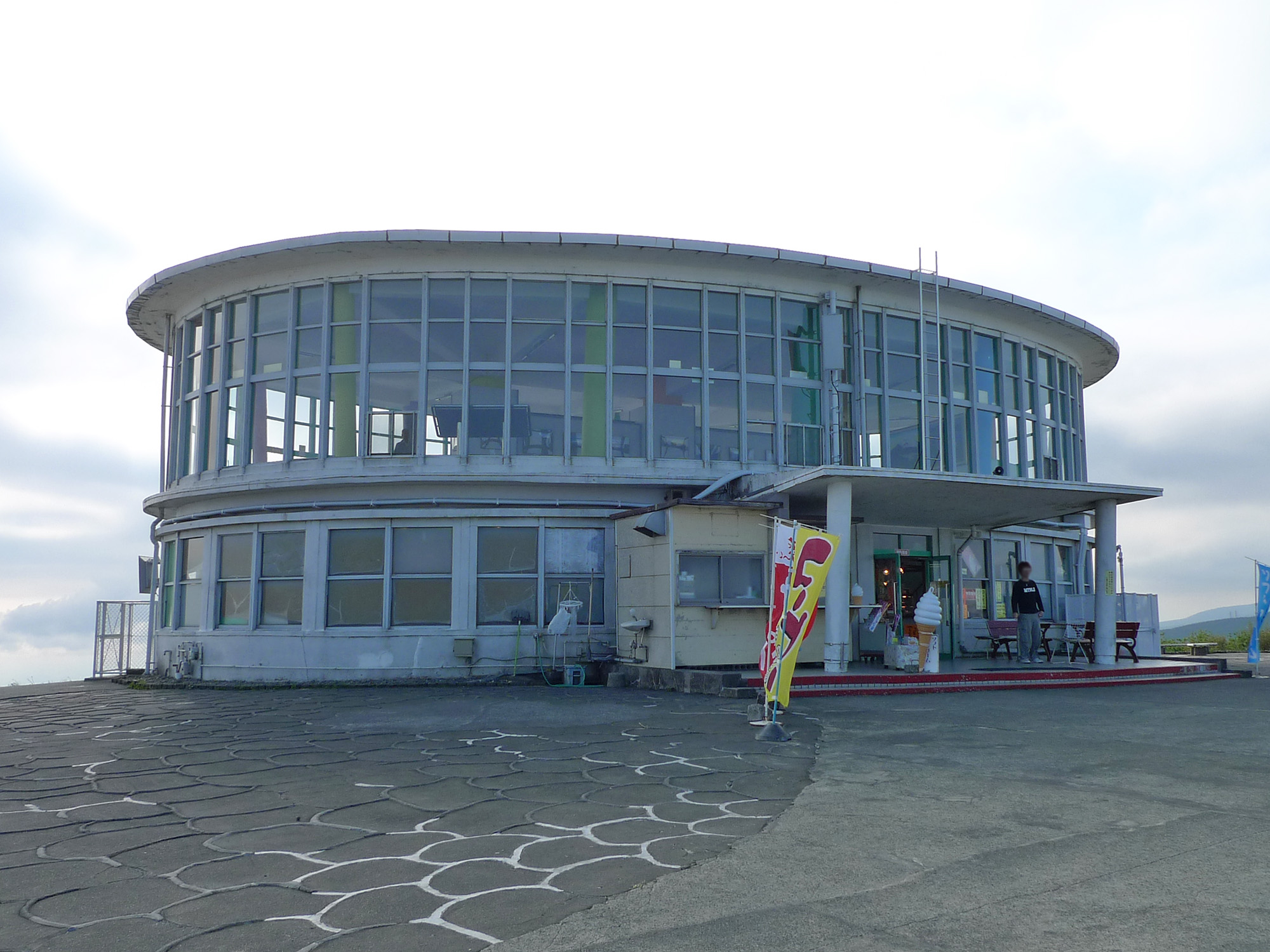
伊豆箱根鉄道十国鋼索線・十国峠駅